# 長澤樹
長澤 樹（ながさわ いつき、2005年〈平成17年〉10月24日 - ）は、日本の女優、モデルである。
静岡県出身。研音Next Generation、テンカラットを経て2024年に株式会社ICHIKAにて独立。

## 来歴
母や祖母の影響で好きになったオードリー・ヘプバーンに憧れ、小学5年生の時にオーディションで合格し、芸能界入り。
2016年、雑誌『キラピチ』（Gakken）専属モデルとしてデビュー。同年『がっぱ先生!』でテレビドラマ初出演。
2020年『破壊の日』で映画デビュー。

## 人物
- 身長は163cm [1]。
- 資格は普通自動車免許（MT）、大型自動二輪免許
- 趣味は読書[6]、ドラマ[7]、映画観賞[8]。
- 特技はクラシックバレエ[6]、フルート[2]、ピアノ[6][9]、書道[8]など。毛筆4段、硬筆3段の資格も有する[8]。

## 受賞歴
2025年
- 第34回日本映画批評家大賞 新人女優賞（小森和子賞）（『愛のゆくえ』）

## 出演

### 映画
- 破壊の日（2020年7月24日、IMAGINATION） - 春野夏子 役[2][12]
- 光を追いかけて（2021年10月1日、ラビットハウス） - ヒロイン：岡本真希 役[2][6][13]
- ハウ（2022年8月19日、東映） - 朝倉麻衣 役[14][15]
- ちひろさん（2023年2月23日、アスミック・エース・Netflix） - 宇部千夏（通称・べっちん）役[16]
- 愛のゆくえ（2024年3月1日、パルコ） - 主演・須藤愛 役[17][18]※第18回大阪アジアン映画祭(2023.3/10～19)コンペティション部門出品[19]、第15回沖縄国際映画祭招待作品[20]、第28回スクリト映画祭出品
- BISHU 〜世界でいちばん優しい服〜（2024年10月11日、イオンエンターテイメント） - 鴨下真理子 役[21]
- カーリングの神様（2024年11月8日、ラビットハウス） - 江藤実乃梨 役[22][23][24]
- みんな、おしゃべり!（2025年11月下旬公開予定） - 主演・夏海 役[25]

#### 短編映画
- 卵と彩子（2020年09月）※国際短編映画祭「ショートショートフィルムフェスティバル ＆ アジア（SSFF & ASIA）2020」クリエイターズ支援プロジェクト等で上映[26]
- 冬子の夏（2023年1月29日） - 主演・ノエル 役（豊嶋花とW主演）[27]※2023年1月29日、伊参スタジオ映画祭で初上映、第36回高崎映画祭招待作品、「ショートショートフィルムフェスティバル ＆ アジア（SSFF & ASIA）2023」ジャパン／アクション部門選出[28]

### テレビドラマ
- がっぱ先生!（2016年9月23日、日本テレビ） - 春田翠 役[4]
- Chef〜三ツ星の給食〜（2016年10月13日 - 12月15日、フジテレビ） - 岡崎あゆみ 役[29]
- 赤い博物館2（2017年7月10日、TBS） - 藤野純子 役[29]
- リアルプリンセス 第2回「ラプンツェル」（2020年8月28日、NHK総合） - ラプンツェル 役[3][30]
- ノースライト（2020年12月12日・19日、NHK総合） - 村上日向子 役[2]
- 閻魔堂沙羅の推理奇譚 第7回・第8回（2020年12月12日・19日、NHK総合） - 新山美久 役[2][31]
- 青のSP-学校内警察・嶋田隆平-（2021年1月12日 - 3月16日、カンテレ・フジテレビ） - 奈良橋英里 役[2][32]
- 世にも奇妙な君物語 第1話（2021年3月5日、WOWOWプライム） - 田上浩子（子供時代）役[1]
- 私の夫は冷凍庫に眠っている 第6話（2021年5月15日、テレビ東京） - 如月夏奈（中学時代）役[3]
- 神木隆之介の撮休 第4話「夢幻熊猫」（2022年1月28日、WOWOWプライム） - 村上桃 役[33]
- ちょい釣りダンディ 第1話・最終話（2022年7月5日・9月20日、BSテレ東） - 遥 役[34]
- 一橋桐子の犯罪日記（2022年10月8日 - 11月5日、NHK総合） - 榎本雪菜 役[35]
- 霊媒探偵・城塚翡翠 第3話（2022年10月30日、日本テレビ） - 藁科琴音 役[36]
- 両刃の斧（2022年11月13日 - 12月18日、WOWOWプライム） - 柴崎和可菜 役[37]
- 特捜9 Season6 第4話（2023年4月26日、テレビ朝日系） - 畑中美玖 役[38]
- 18/40〜ふたりなら夢も恋も〜（2023年7月11日 - 9月12日、TBS） - 根本留依 役[39]
- オレは死んじまったゼ!（2023年9月1日 - 10月13日、WOWOW） - 小森凛 役[40]
- 月とケーキ（2023年10月10日 - 、フジテレビ） - 杉本凛 役 ※ミニドラマ [41]
- BS時代劇「あきない世傳 金と銀」（NHK BS・NHK BSプレミアム4K）- 結 役
  - あきない世傳 金と銀（2023年12月8日 - 2024年2月2日）
  - あきない世傳 金と銀2（2025年4月6日 - 5月25日）[42][43]
  - あきない世傳 金と銀3（2026年春〈予定〉 - ）[44]

### 配信ドラマ
- 息をひそめて 第2話「帰りたい場所が、ずっとなかった」、最終話（2021年04月、Hulu） - 筒井涼音 役[5][45]
- First Love 初恋 （2022年11月24日、Netflix） - 並木優雨 役（青年期）[46]

### ラジオ
- BITS & BOBS TOKYO（2021年04月 - 、J-WAVE・SPINEAR）[2][47][48]

### 舞台
- INSPIRE 陰陽師 （2020年12月31日 - 2021年1月6日、日生劇場） - 月姫 役[3][49]
- ミュージカル「町田くんの世界」（2024年3月29日-4月14日、シアタークリエ。4月19日-4月21日、梅田芸術劇場ドラマ・シティ）- 猪原奈々役[50]

### CM
- ニュータニックス・ジャパン「ニュータニックス君」（2020年03月 - 2021年03月）[3]
- パナソニック ホームズ 賃貸住宅CM「自分の人生」篇（2020年04月 - ）[3]
- 株式会社明治「明治エッセルスーパーカップ」（2020年09月 - 2021年09月）[5][51]
- NTTドコモ
  - 「ドコモ光」（2021年02月 - 2021年09月）[5]
  - 「ドコモのロング学割」（2021年03月 - 2021年09月）プロモーションの一環としてWebムービー「高校1000日間の片想い　男子編・女子編」（浜辺美波、まふまふ、奥平大兼と共に出演）[3][52]
- INPEX 企業広告（2021年04月 - ）[5]
- 日本生命「幸せを長く」篇（2021年12月 - ）[48]
- 日本マクドナルド「チキンタツタ」「シン・タツタ 宮崎名物チキン南蛮タルタル」（2022年04月 - 2022年07月）[53]
- 株式会社リチカ（2022年05月 - ）[54]
- サントリー食品インターナショナル 「GREEN DA・KA・RA やさしい麦茶」 GREEN DA・KA・RA 『やさしいマン-高校生-』篇[55]（2022年07月 - 2022年10月）

- CCCMKホールディングス 「UNIQUE DATA, SMALL HAPPY.」ブランドムービー「おばさんとわたし」（2022年03月 - ） - わたし 役[48][56]
- 東急ハーヴェストクラブ「みんなで」編（2023年10月 - ）[57]
- ナカムラテレビスタンド「Wall」（2023年10月 - ）[58]
- 「株式会社鈴乃屋」2024年イメージキャラクター（2023年12月 - ）[59]
- サントリー企業広告【成人の日CM】「大人じゃん・05」父編・娘編（2024年1月6日 - ）[60] 第77回広告電通賞入賞（総合賞：フィルム広告銀賞）[61]
- グリコポッキー Welcome Pocky「＃初めての友達」キャンペーン TikTokドラマ「初めての友達」（2025年3月25日 - 9月24日、TikTok）- 山内凛 役[62]

### イベント
- JWAVE BITS & BOBS TOKYO SPECIAL「鉄道開業150年記念SOUND STORY 『駅で会えたら。』」[63]

### PV
- haruka nakamura「君のうた」（2021年08月）[45]
- リーガルリリー「たたかわないらいおん」（2022年01月）[64]
- Vaundy「走馬灯」（2022年07月）[65]

### WEB
- 311 VOICE Message（2021年3月、Radiko）[66]

### スチール
- 雑誌『キラピチ』専属モデル (2016年5月 - 2019年3月)[3][67]
- 少女記録「制服編」「洋服編」（2018年9月）
- sumika 3rdフルアルバム『AMUSIC』ジャケット写真モデル（2021年03月）[3]